# Josef Bäumgen
Josef Bäumgen (* 1714 in Düsseldorf; † 1789 ebenda), auch Johann Bäumchen und Johann Baumgärtgen, war ein deutscher Bildhauer. 

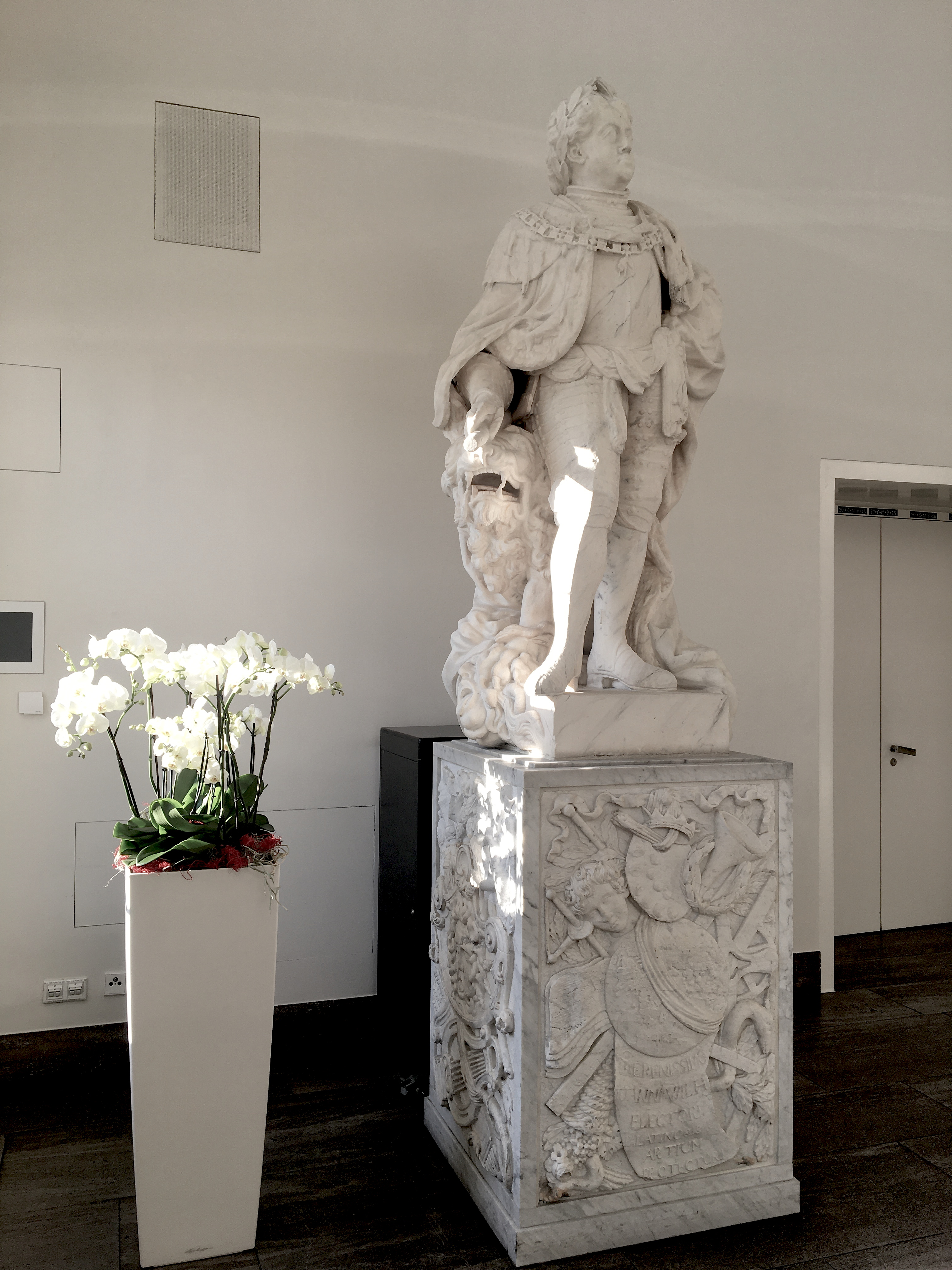
Jan-Wellem-Statue im Düsseldorfer Rathaus

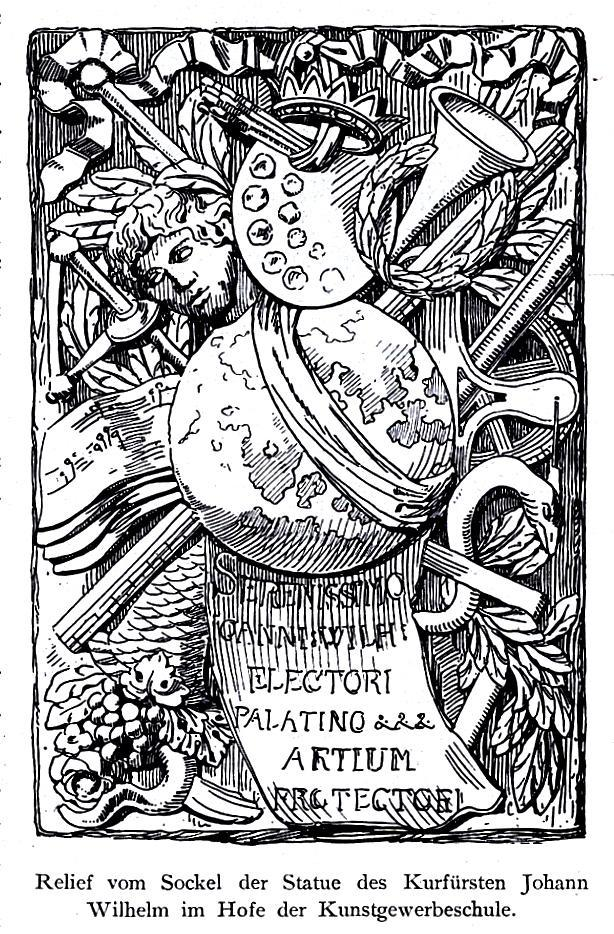
Relief vom Sockel der Statue des Kurfürsten Johann Wilhelm

Er arbeitete als Hofbildhauer in Sankt Petersburg. Lambert Krahe berief ihn als Professor für Bildhauerei an die Kurfürstliche Kunstakademie in Düsseldorf. 1774 wurde Bäumgen beauftragt, die vier Figuren Die Jahreszeiten für den Düsseldorfer Hofgarten zu schaffen. 1977 wurde Bäumgen beauftragt zwölf Kinderstatuen, die Monate des Jahres darstellend, eine Statue der Göttin Hebe und zwölf „mythologische Köpfe“ für den Hofgarten herzustellen. 1785 restaurierte Bäumgen das Grabmal des Herzogs Wilhelm von Jülich-Kleve-Berg in der Düsseldorfer Lambertuskirche.

## Werke
- Apotheose der Kurfürstin Elisabeth Auguste, 1771, Marmor, Stadtmuseum
- Apotheose des Kurfürsten Carl Theodor, 1771, Marmor, Stadtmuseum
- Reliefplatten am Jan-Wellem-Denkmal im Düsseldorfer Rathaus, 1780, Marmor